# Зорница (област Смолян)
Вижте пояснителната страница за други значения на Зорница.
Зорница е село в Южна България. То се намира в община Чепеларе, област Смолян.

## География
Село Зорница се намира в планински район.
Селото се намира на 1400 метра средна надморска височина като билото с най-високия си връх отстоят на 1600 метра надморска височина. Разположено е на заветен склон с южно изложение.

## История
Създадено през средата на 18 век от заселници от селата: Богутево, Забърдо и Чепеларе село Зорница се явява важен притегателен център за няколко родопски фамилии по това време. Вероятното му положение - 1400 метра надморска височина се обуславя и от името му в смисъл по-близко до Зорницата или Венера.
Старите имена на селото са: Гренобал и Гиндюзица.

## Културни и природни забележителности
Скалният феномен – Чудните мостове, местността - Карабалкан със своите гори и вековни дървета защитени от държавата. Множество природни и културни забележителности като: стари църкви и минарета, Музей на Родопите и карстовите пещери. И всичко това намиращо се на 5 километра в мерата на град Чепеларе.

## Редовни събития
Всяка година се правят курбани за здраве и берекет. На курбана се сервира супа от овче месо с ориз и задушено месо. Извънредно вкусно е ! Сервират се само безалкохолни напитки. Не се пие алкохол. Поканени са всички. Обикновено гостите са около 1000. През 2015 г. курбанът е на 14 юни. Във вила „Зорница“ на 14 януари всяка година се повежда международното готварско състезание Gourmet Zornica Open

## Туризъм
В селото се изграждат вили и къщи за отдих. В началото на 21 век за сметка на намаляващото коренно население, се увеличава броят на хората заселили се в Зорница от различни градове като София, Пловдив, Варна, също и от Германия, Холандия, Обединеното Кралство. Расте и броят на временно пребиваващите туристи. 